# Saint-Erblon, Mayenne
Saint-Erblon là một xã của tỉnh Mayenne, thuộc vùng Pays de la Loire, tây bắc nước Pháp.